# Friba Razayee
Friba Razayee (en dari : فریبا رضایی), née le 3 septembre 1985 à Kaboul, est une judokate afghane.
Elle est connue pour avoir été, en 2004, la première Afghane à participer à des Jeux Olympiques avec la coureuse Robina Muqimyar.

## Biographie
En 1996, alors qu’elle est âgée de 9 ans, sa famille fuit le régime des talibans et se réfugie au Pakistan, où elle peut poursuivre la pratique de son sport. À leur retour, elle commence à se préparer pour les Jeux olympiques de 2004, et obtient d'y participer. Elle est la première Afghane à participer à des Jeux Olympiques avec la sprinteuse Robina Muqimyar,,,,. 
Elle est éliminée au premier tour après avoir perdu contre l’Espagnole Cecilia Blanco.
Après les Jeux olympiques, inquiète dans son pays qui semble encore instable, elle préfère quitter l'Afghanistan. En 2021, à la suite du retour au pouvoir dans son pays des talibans, elle tente d'aider d'autres sportives, et d'informer sur leur situation.